# Bohumír Jaroněk

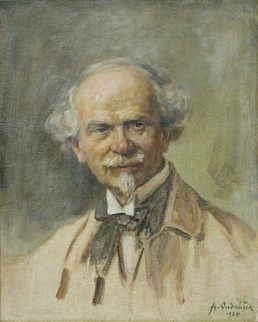
Portrét Bohumíra Jaroňka od Františka Ondrůška

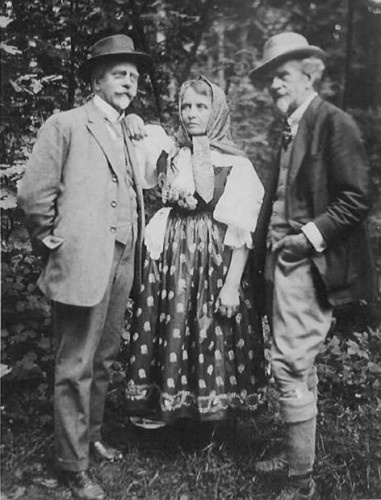
Sourozenci Jaroňkové – Alois (1870–1944), Julie (1864–1945) a Bohumír (1866–1933)

Bohumír Jaroněk (23. dubna 1866 Zlín – 18. ledna 1933 Zlín) byl český výtvarník a zakladatel Valašského muzea v přírodě v Rožnově pod Radhoštěm.

## Život
V letech 1885–1889 vystudoval odbornou školu pro zpracování dřeva ve Valašském Meziříčí. Po jejím absolvování se hlásil na Uměleckoprůmyslovou školu ve Vídni, kam však nebyl přijat. Odešel do Kopřivnice, kde se uplatnil jako návrhář majolikové výzdoby. Dobrý řemeslný základ rozvíjel během svých cest. Dostal se do Pětikostelí v Uhrách a poté do fotoateliéru Strelisky v Budapešti, kde byl 7 let dekoratérem, kresličem a koloristou. Pobyt v Budapešti mu umožnil práci v předním káhirském salonu, v Egyptě působil 4 roky (zřejmě 1896 až 1900). Jako člen výtvarného odboru Umělecké besedy opakovaně vystavuje akvarely z Orientu a věnuje tomuto spolku diapozitivy (pro skiopton) ze svých zahraničních cest.
Zřejmě od r. 1900 začal pracovat v ateliéru svých sourozenců ve Valašském Meziříčí. Nedodržel své smluvní závazky v Egyptě, kde měl být pracovně vázán ještě několik let. Poprvé souborně vystavil 60 děl v r. 1903 ve Štramberku ve vile Dr. A. Hrstky. V následujícím roce vystavuje v Moravské Ostravě 83 prací. Úspěchy těchto výstav mu umožnily vystavovat ve vídeňském Hagebundu, jehož se stal členem. Krátce byl členem SVU Mánes. V roce 1907 patřil k organizátorům druhé výstavy moravských umělců a stál u zrodu Sdružení výtvarných umělců moravských. Před první světovou válkou byl místopředsedou a hlavním mluvčím spolku, neboť předseda spolku Joža Uprka v této roli nechtěl vystupovat.
V roce 1909 se rodina Jaroňků přestěhovala do Rožnova pod Radhoštěm. Zde založil spolu se svým bratrem Aloisem Uměleckovýtvarné dílny, kde vyráběli např. dřevěné malované truhličky, kazety, dózy, dřevěné hračky, pohlednice, tkané polštáře, kabelky, paravány, gobelíny (gobelínovou manufakturu vedla jeho sestra Julie). O dva roky později založili také Malírnu keramiky a porcelánu. Při výzdobách interiérů spolupracovali s Dušanem Jurkovičem.
Aktivně se zapojil do kulturního a společenského dění v tehdejším lázeňském městečku, mimo jiné aktivity v roce 1911 inicioval založení Valašského musejního a národopisného spolku a v letech 1911–1926 byl jeho předsedou. Hlavní myšlenkou a cílem tohoto spolku bylo založení Valašského muzea v přírodě v Rožnově pod Radhoštěm - vytvoření sbírky staveb roubené architektury, které byly v původním prostředí ohroženy. B. Jaroněk v r. 1913 v Hagebundu vystavil rozměrný obraz, který byl prvním ideovým projektem muzea v přírodě. Projekt zaujal arcivévodu Františka Ferdinanda, který poskytl subvenci 8 000 K na nákup chátrající rožnovské radnice s parcelou. K realizaci došlo až v roce 1925, kdy bylo muzeum založeno a otevřeno první lidovou slavností - přehlídkou lidových zvyků, písní a tanců, nazvanou Valašský rok 1925.
Na jaře 1926 SVUM uspořádal výstavu k šedesátinám B. Jaroňka v Domě umělců v Hodoníně (společně se sochařem Frantou Úprkou).
Za svého života navštívil např. Egypt, Palestinu, Sýrii, Turecko, Řecko, Belgii, Francii, Itálii, Německo, Rakousko a balkánské státy. Psal vzpomínky ze svých cest. S Hollarem, jehož byl členem od r. 1917, vystavoval v zahraničí – Paříž (1921), Brighton (1927), Londýn (1927), Leeds (1928) a Japonsko (1931).
V roce 1932 vážně onemocněl a 18. ledna 1933 nemoci podlehl v Baťově nemocnici ve Zlíně.

## Posmrtná připomínka
Ve Zlíně je po bratrech Jaroňkových pojmenována ulice bří. Jaroňků.

## Dílo
Bohumír Jaroněk patří k předním[zdroj?] představitelům evropské secese, a to zejména v grafické tvorbě založené na plošném dekorativismu. Maloval však i akvarelem, kvašem a olejem. Jeho barevné dřevoryty, vytvořené soutiskem až jedenácti desek mají charakteristickou barevnost a pohádkovost. Vysoce je ocenil švýcarský estetik a kritik W. Ritter. Jako první z Čechů se stal od r. 1905 řádným členem vídeňského uměleckého seskupení Hagenbund. Jeho grafické listy opakovaně reprodukovala známá anglická ilustrovaná revue The Studio.
Jaroněk si oblíbil valašské chalupy (např. Květen, též Valašský včelín, Podzim na Valašsku a Valašský podzim) a zejména Štramberk, který často zobrazoval. Mezi „kultovní“ díla patří dřevoryt Štramberská ulička (též Štramberk se studnou). Původní štoček z r. 1903 (plakát k první výstavě B. Jaroňka) byl postupně upravován. Zvláště sběratelsky ceněná je pak poslední verze, která se stala podkladem pro plakát výstavy moravských umělců ve Štramberku v r. 1910 (tisk Jana Richtra v Příboře). V r. 2021 byl tímto dřevořezem B. Jaroněk zastoupen na prestižní výstavě Dřevořez/Woodcut v Národní galerii Praha.
Z hlediska technické stránky a barevného vyznění je významný dřevoryt Valašský včelín, který vznikl na základě soutisku až jedenácti desek (viz výstava "Jaroňci – umění a srdce Valašska", 5/2023 – 3/2024, Valašské muzeum v přírodě).
Základem jeho grafických listů byly „přípravné“ studie v akvarelu, kvaši a tempeře, které představují samostatná díla vytvořená i ve větším předstihu před konečnou grafickou verzí. Ve svých dřevorytech Jaroněk redukoval výrazové prostředky, vynechával podružné detaily a výrazné monumentality dosahoval pomocí klidné jednoduché linie a zvučné barevnosti ve velkých plochách. P. Jetmarová popisuje postup jeho tvorby takto: „Většinou se vyznačuje plošným rozdělením obrazu, zajímavým osobitým vylíčením popředí, které zveličuje účinek dekorativního pojetí, ale celek netříští.“ Soupis Dr. Viléma Jůzy eviduje 23 základních grafických listů, které však mohou být zmnoženy do většího počtu tvůrčích modifikací. P. Jetmarová píše o 35 velkých dřevorytech Valašska.
Jaroňkova tvorba v oleji odráží dobové proudy secesního a impresionistického tvarosloví. Zajímavostí je velkoformátový olej Valašský podzim malovaný pointilistickou technikou.
Již v r. 1900 vyšly první Jaroňkovy umělecké dopisnice s pohledy na moravská města (Rožnov, Frenštát, Valašské Meziříčí a Vsetín). Jaroněk je zakladatelem moderního moravského výstavního plakátu, kterým propagoval vlastní výstavy v r. 1903 a 1904 i první spolkovou výstavu SVUM v r. 1907. Podílel se na ilustraci některých knih spisovatele a básníka Josefa Kaluse, např. Valašsko v písních (1905), Valašská senoseč (1917) a Pampelišky (1925).

## Galerie

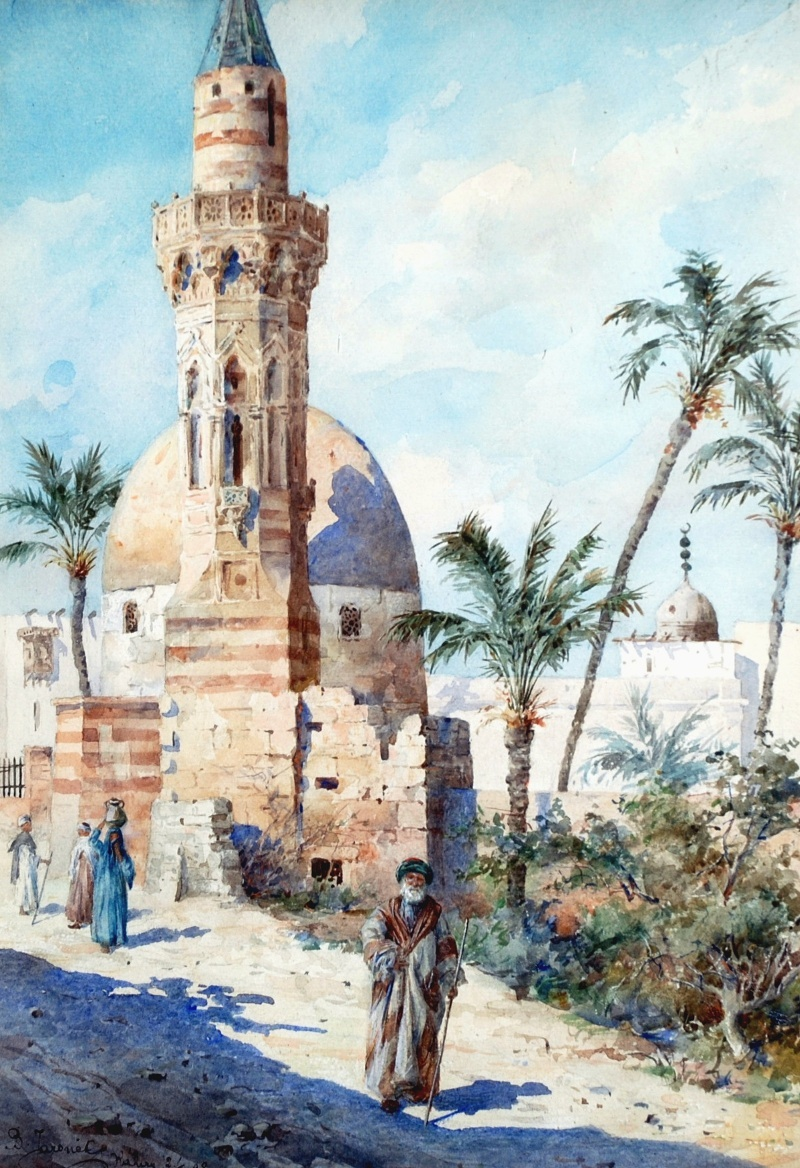
Bohumír Jaroněk Káhira (akvarel, 1898)
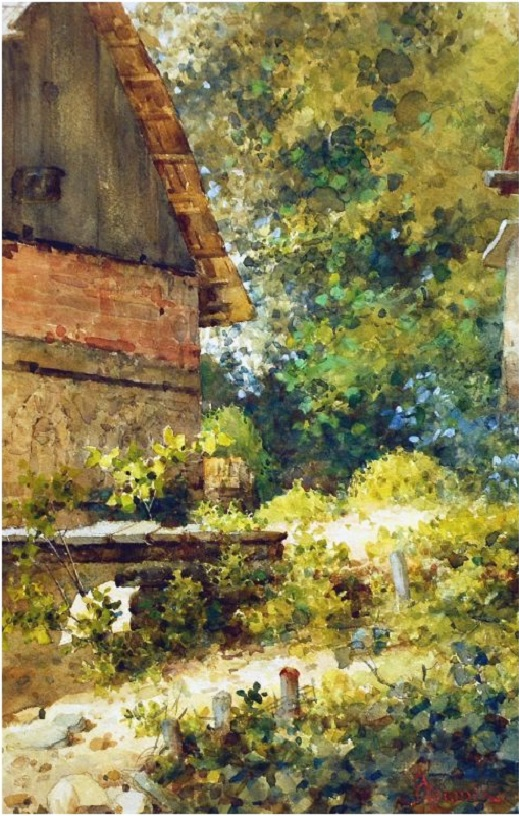
Bohumír Jaroněk Za stodolou (akvarel)
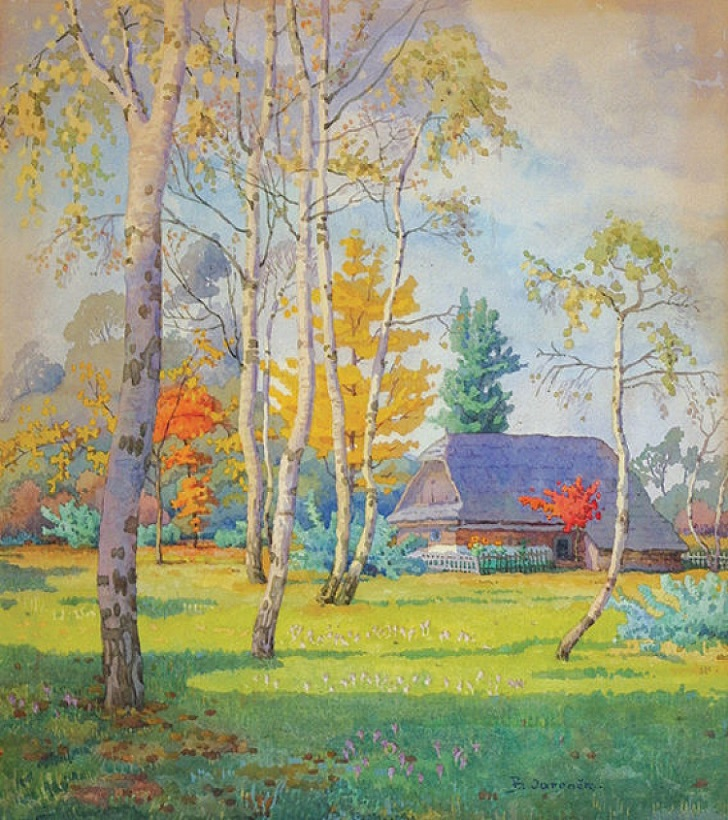
Bohumír Jaroněk Chalupa (akvarel)
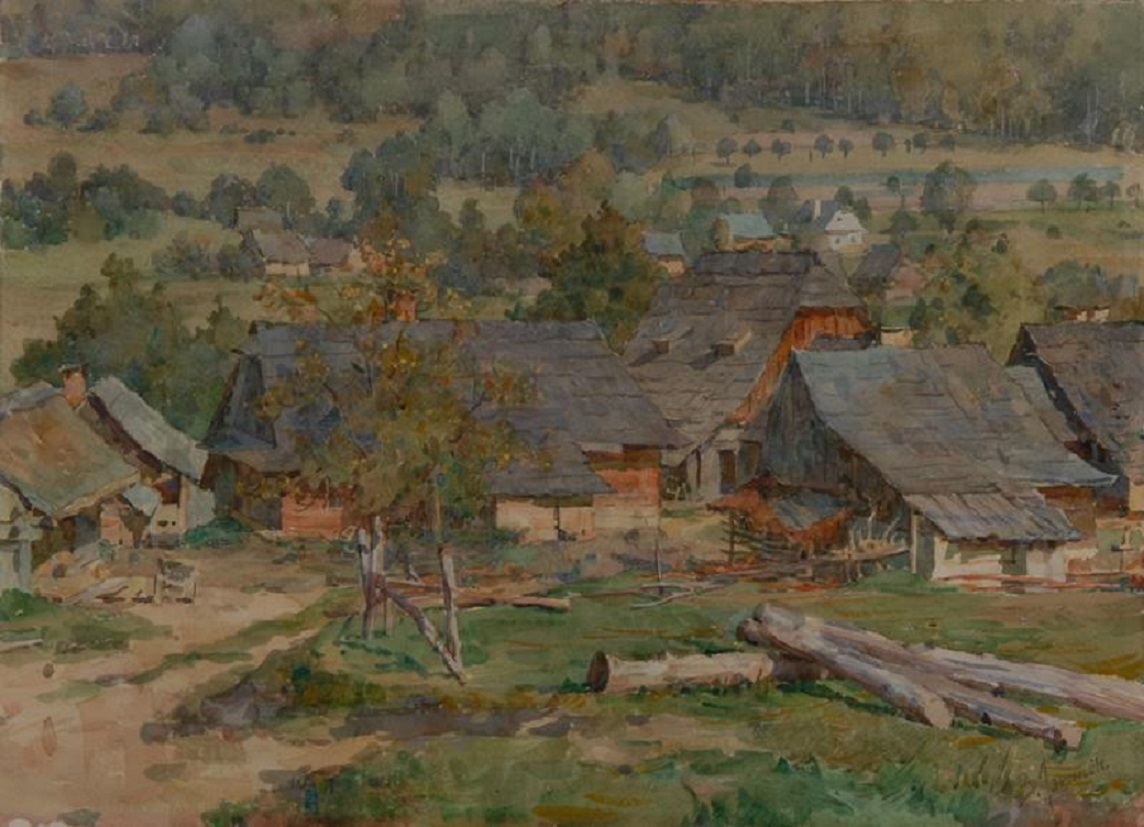
Bohumír Jaroněk Valašská vesnice (akvarel, 1903)
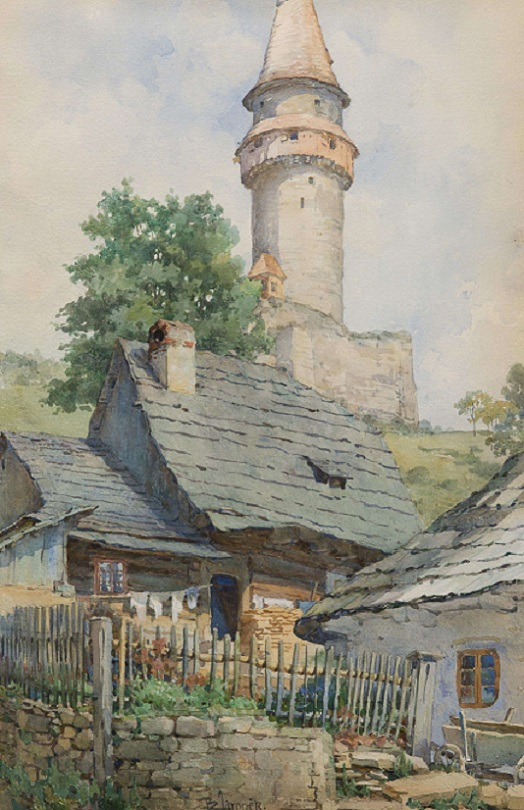
Bohumír Jaroněk Pod Štramberskou trúbou (akvarel)
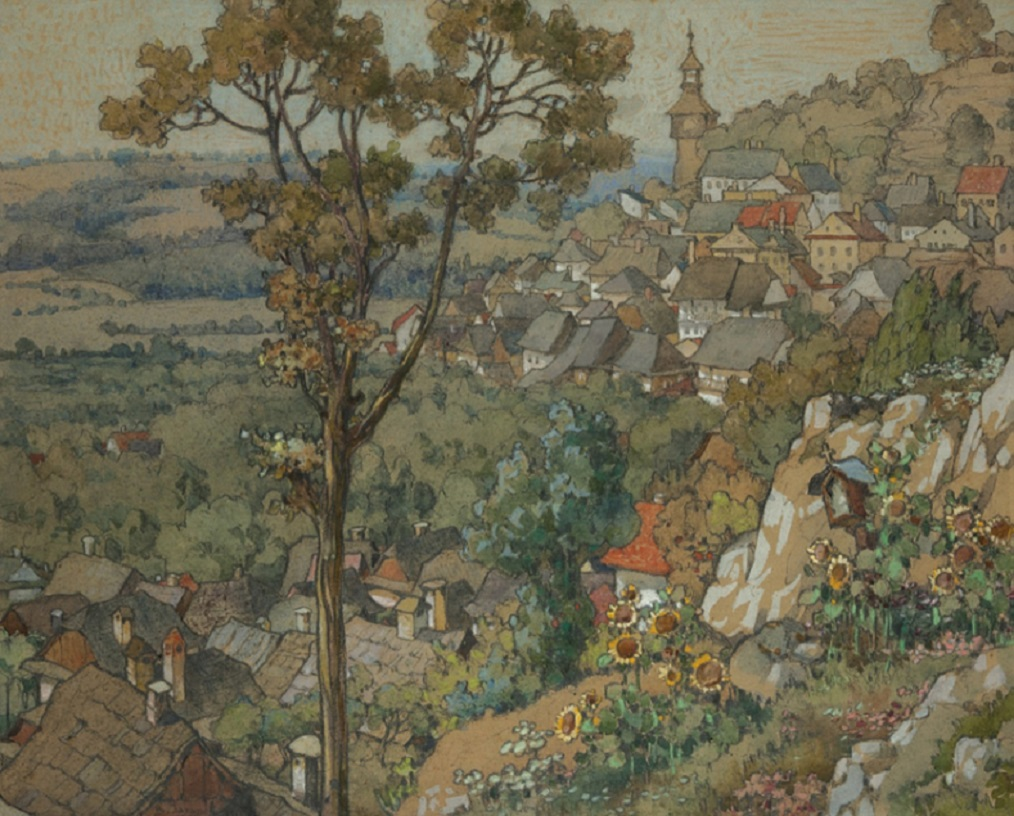
Bohumír Jaroněk Štramberk (komb. technika, 1903)
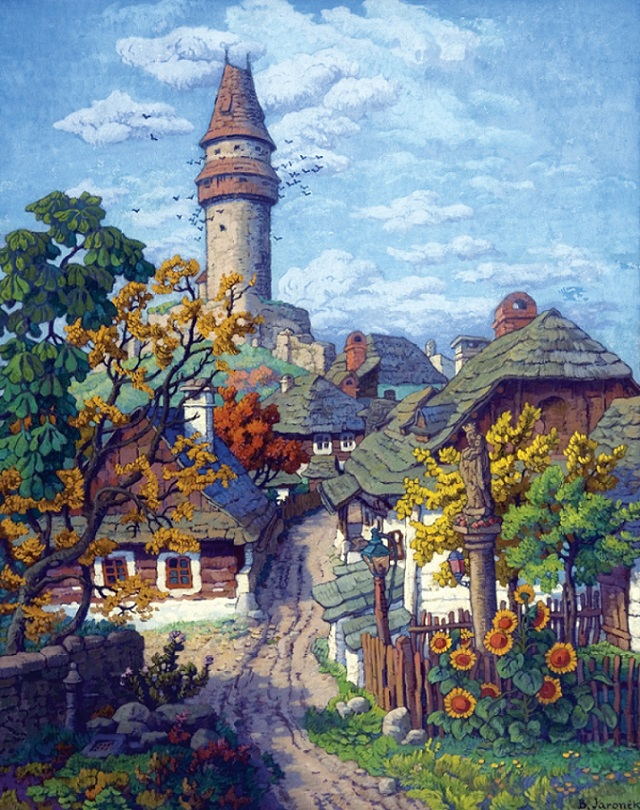
Bohumír Jaroněk Štramberská Trúba (komb. technika, asi 1904)
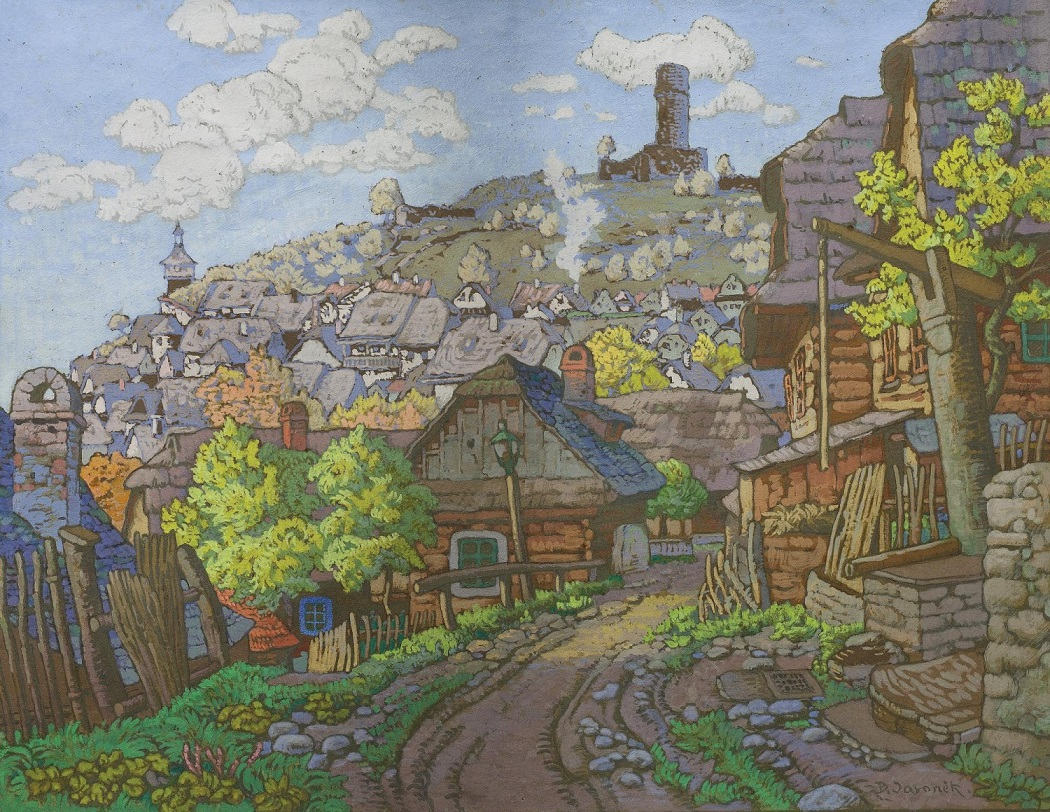
Bohumír Jaroněk Štramberská ulička (tempera)
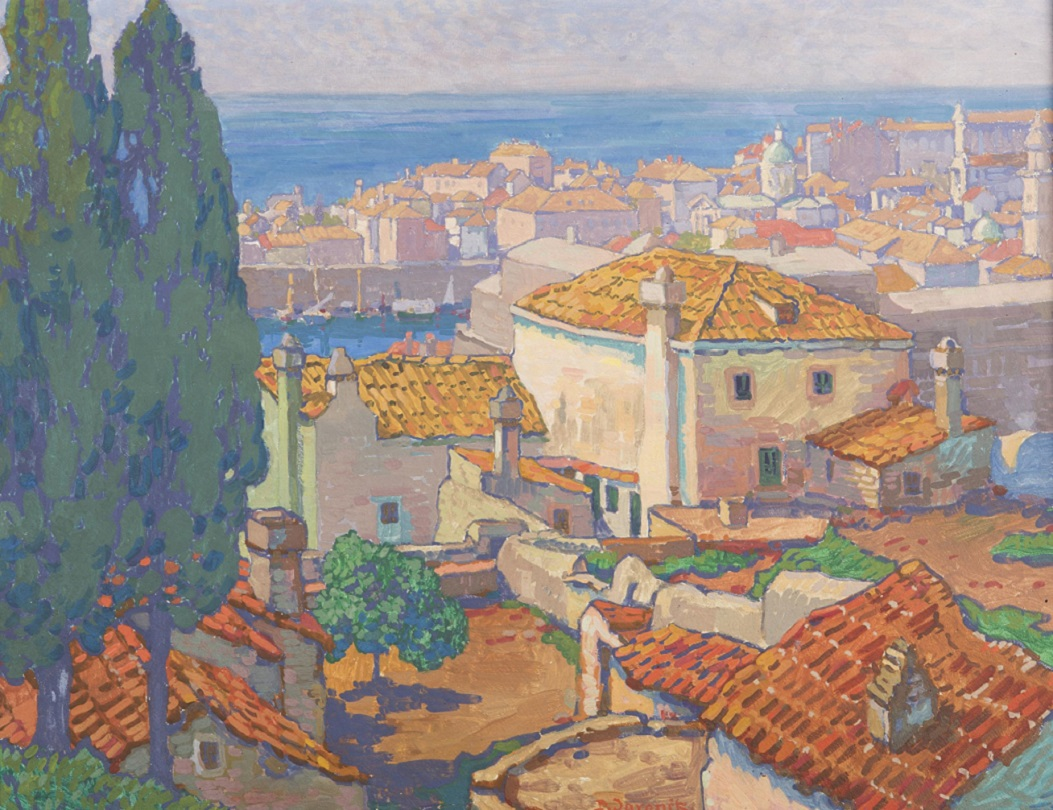
Bohumír Jaroněk Dubrovník (tempera)
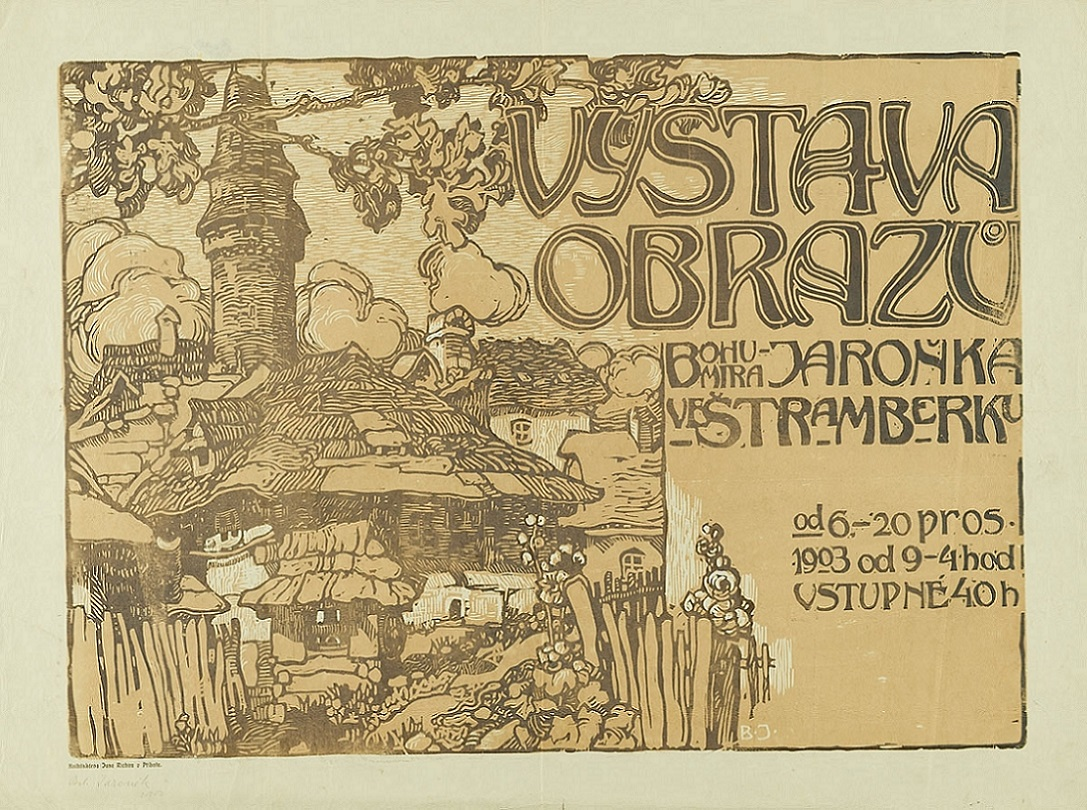
Bohumír Jaroněk Štramberská ulička - Štramberk se studnou (dřevoryt, 1903)
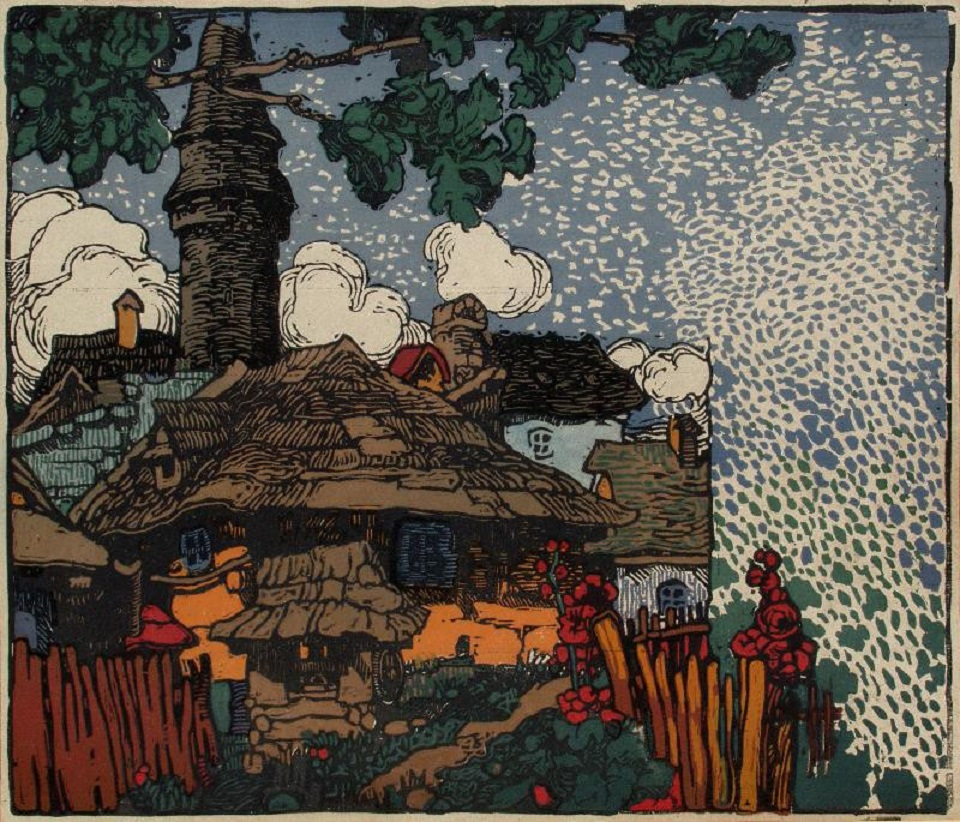
Bohumír Jaroněk Štramberská ulička - Štramberk se studnou (dřevoryt, 1910)
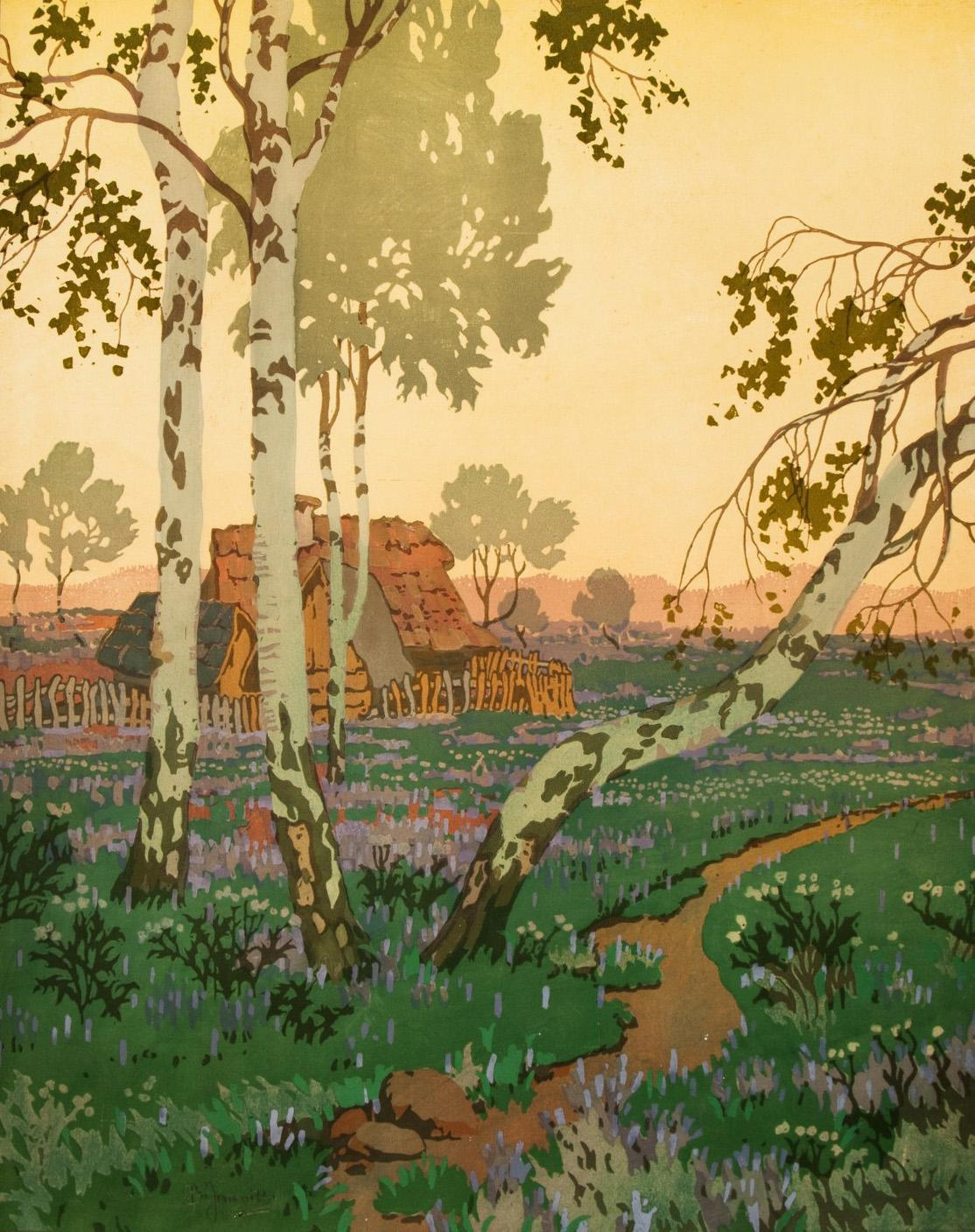
Bohumír Jaroněk Letní večer (dřevoryt, 1906)
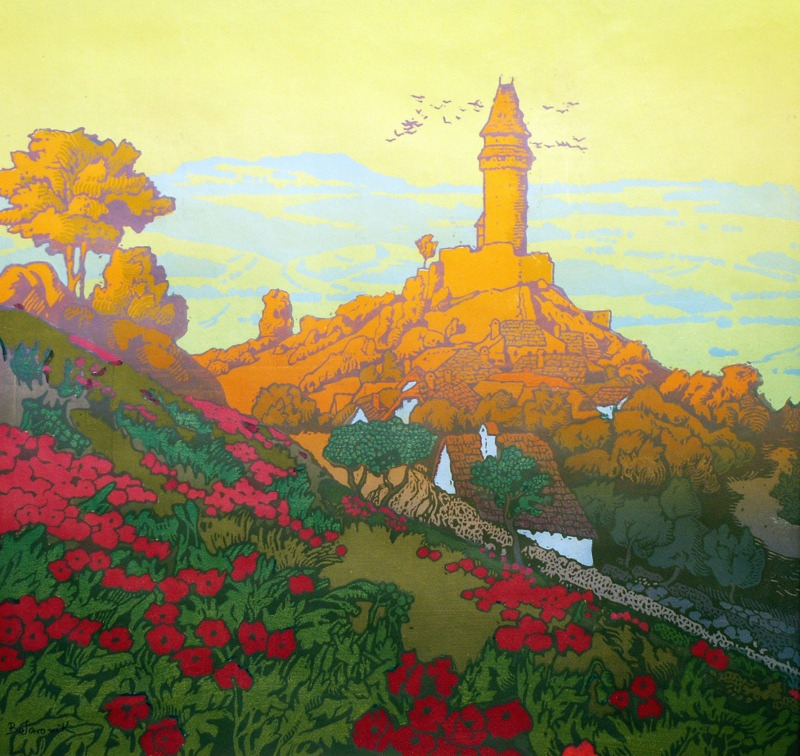
Bohumír Jaroněk Štramberk z rána (dřevoryt, 1908)
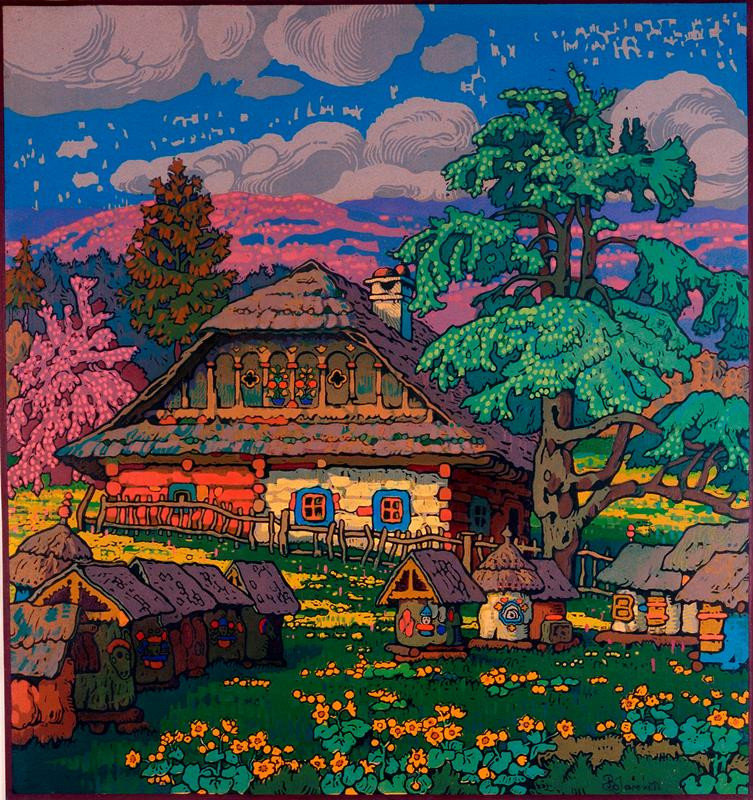
Bohumír Jaroněk Květen - Valašský včelín (dřevoryt, 1911)
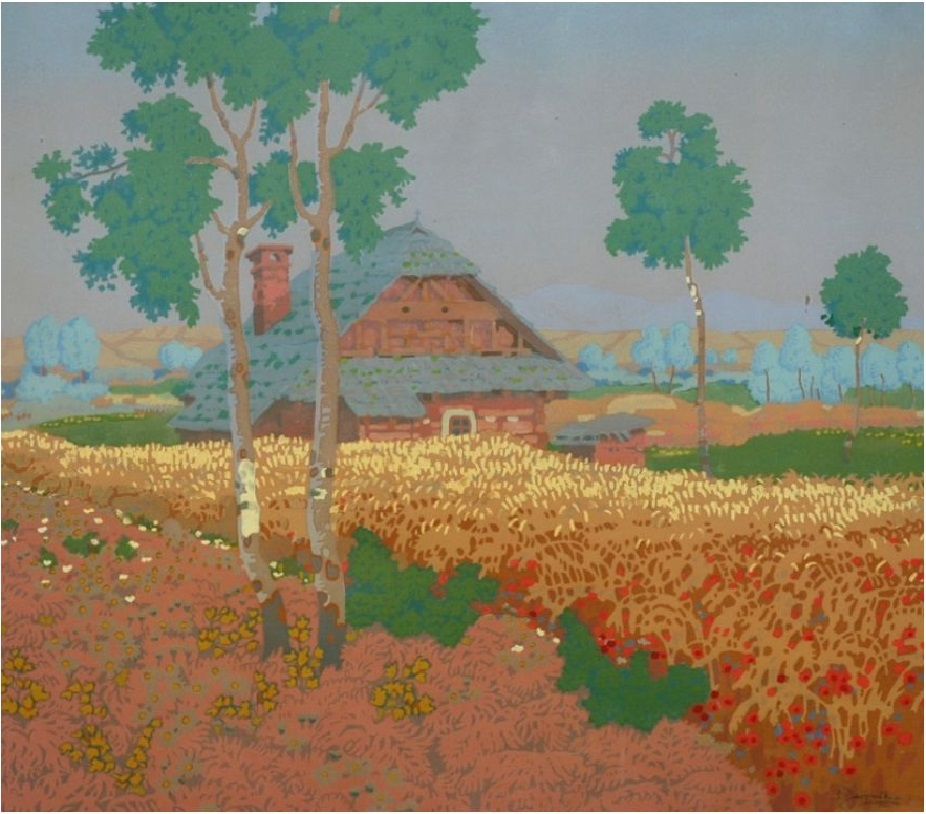
Bohumír Jaroněk Letní den (dřevoryt, 1914)
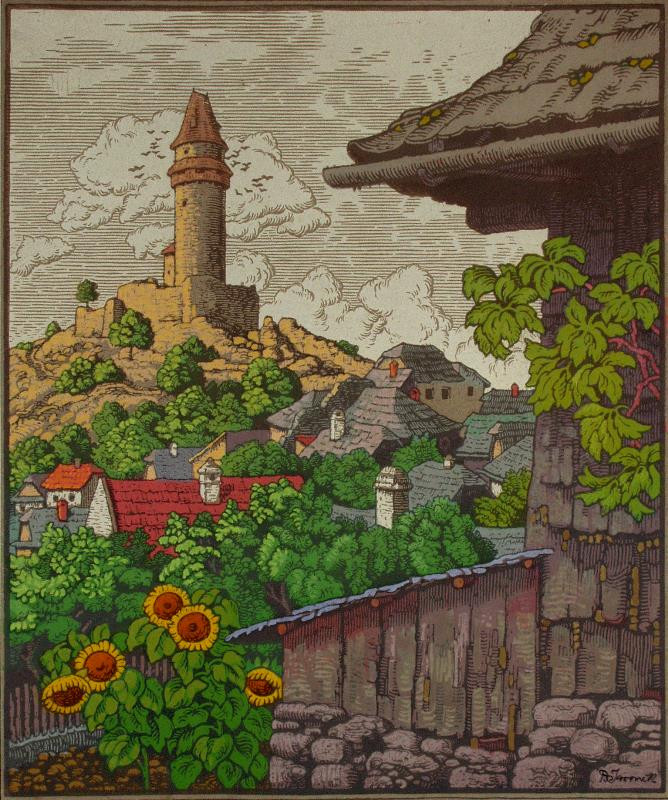
Bohumír Jaroněk Štramberk VI (dřevoryt, 1923)
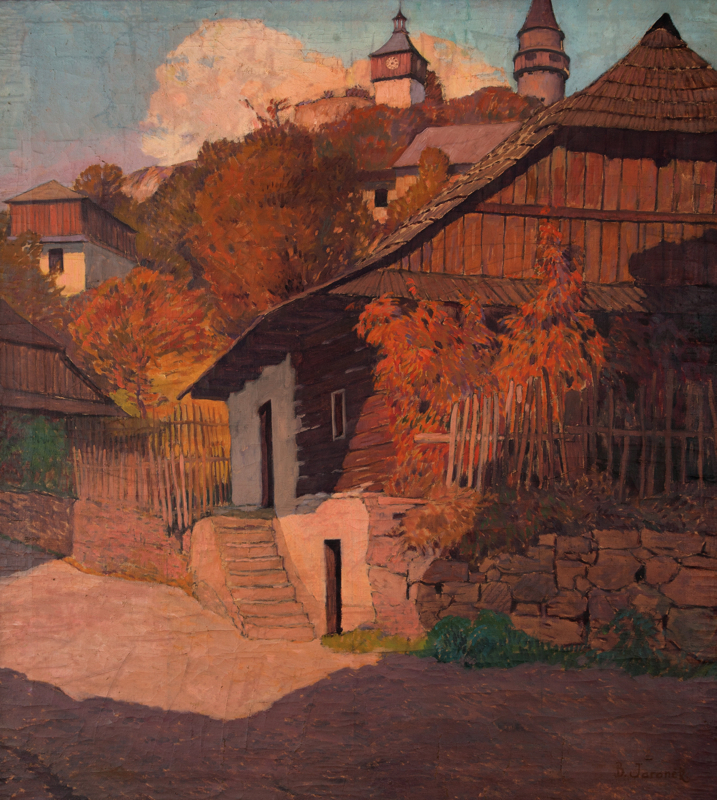
Bohumír Jaroněk Štramberk (olej)
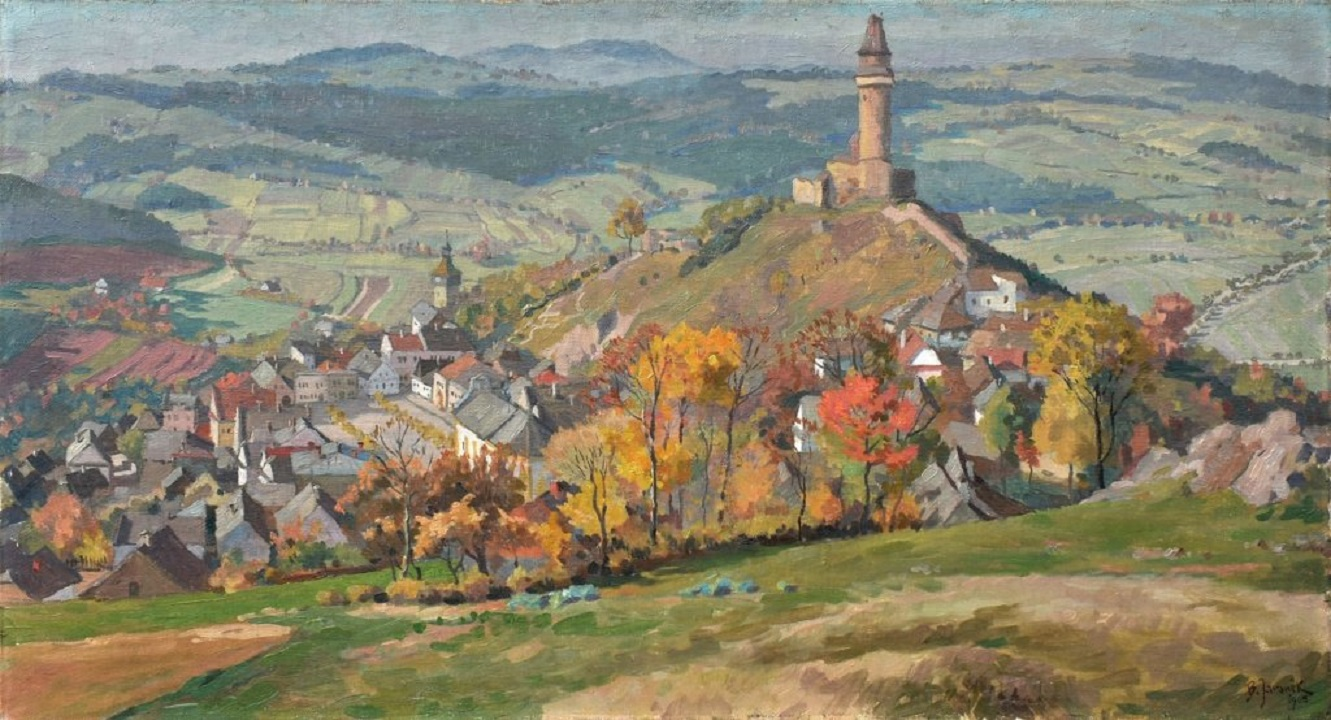
Bohumír Jaroněk Štramberk (olej, 1904)
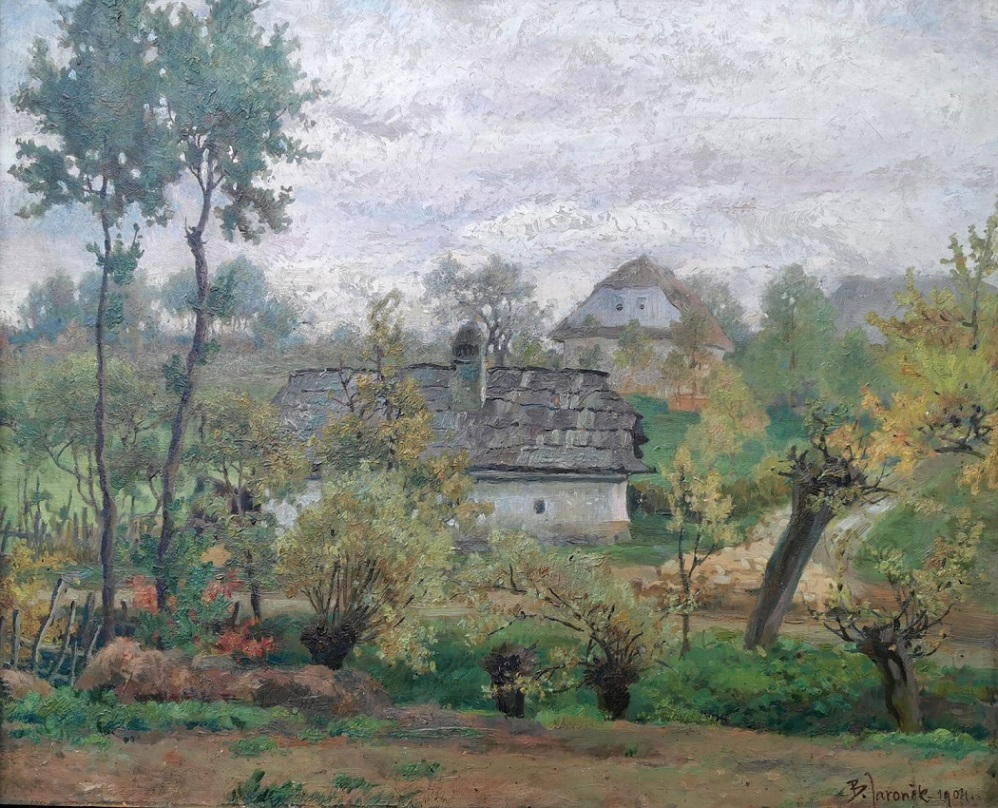
Bohumír Jaroněk Sklenov u Hukvald (olej, 1904)
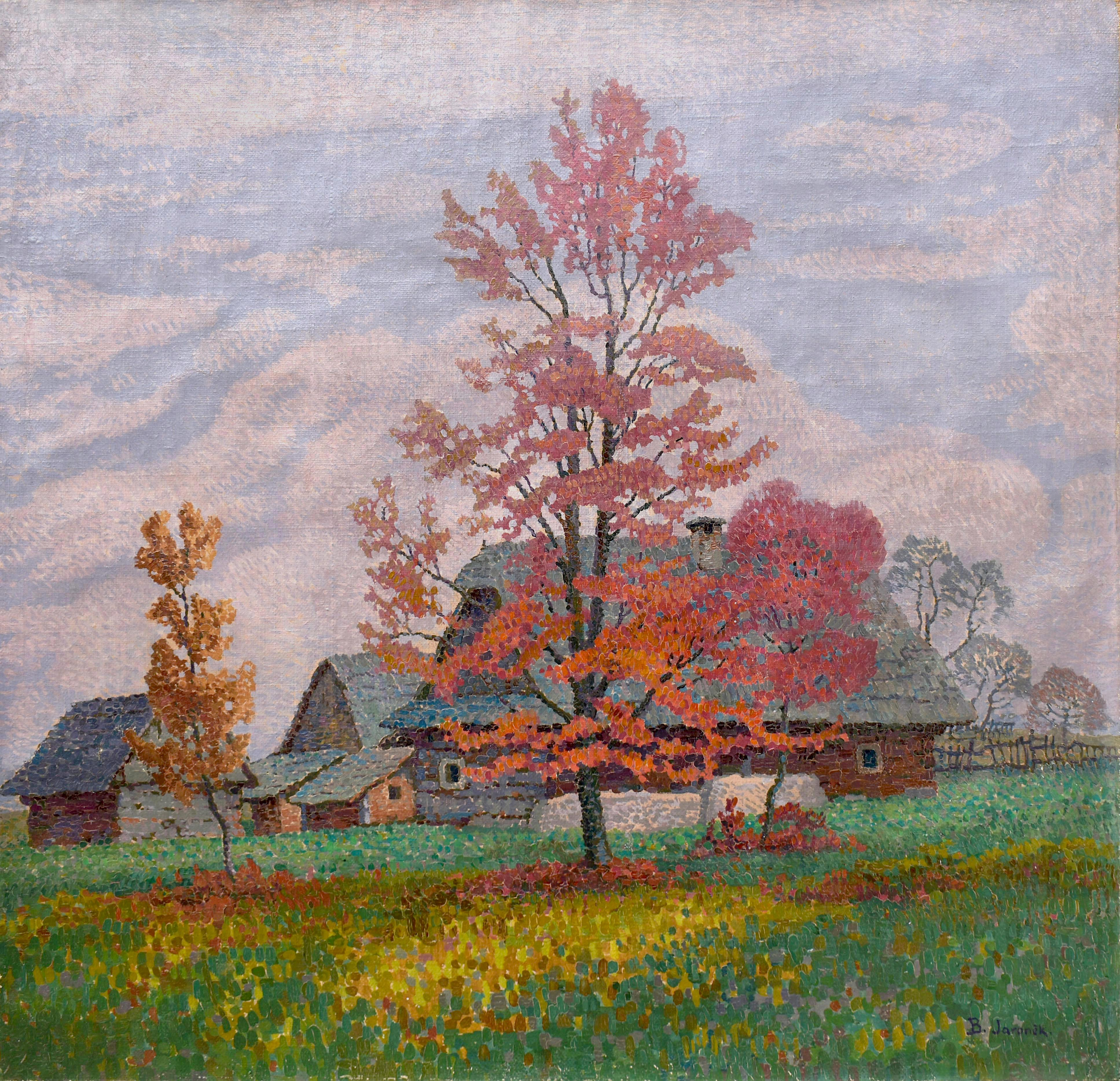
Bohumír Jaroněk Valašský podzim (olej)
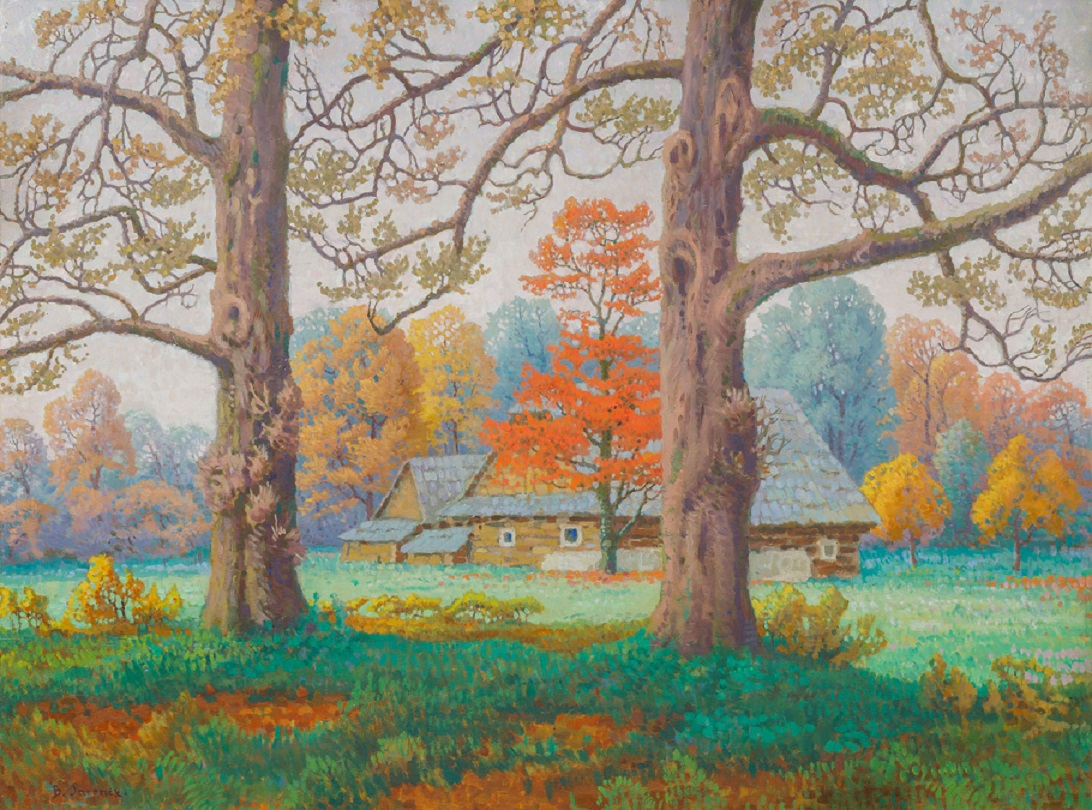
Bohumír Jaroněk V říjnu (olej)
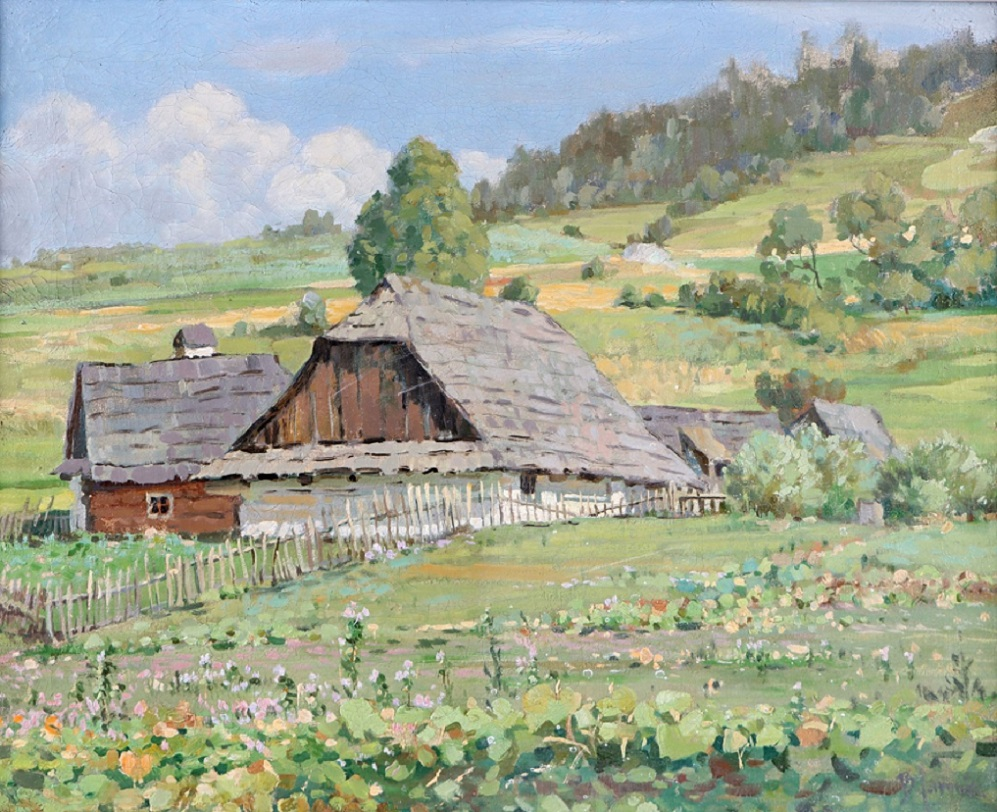
Bohumír Jaroněk Samota (olej)
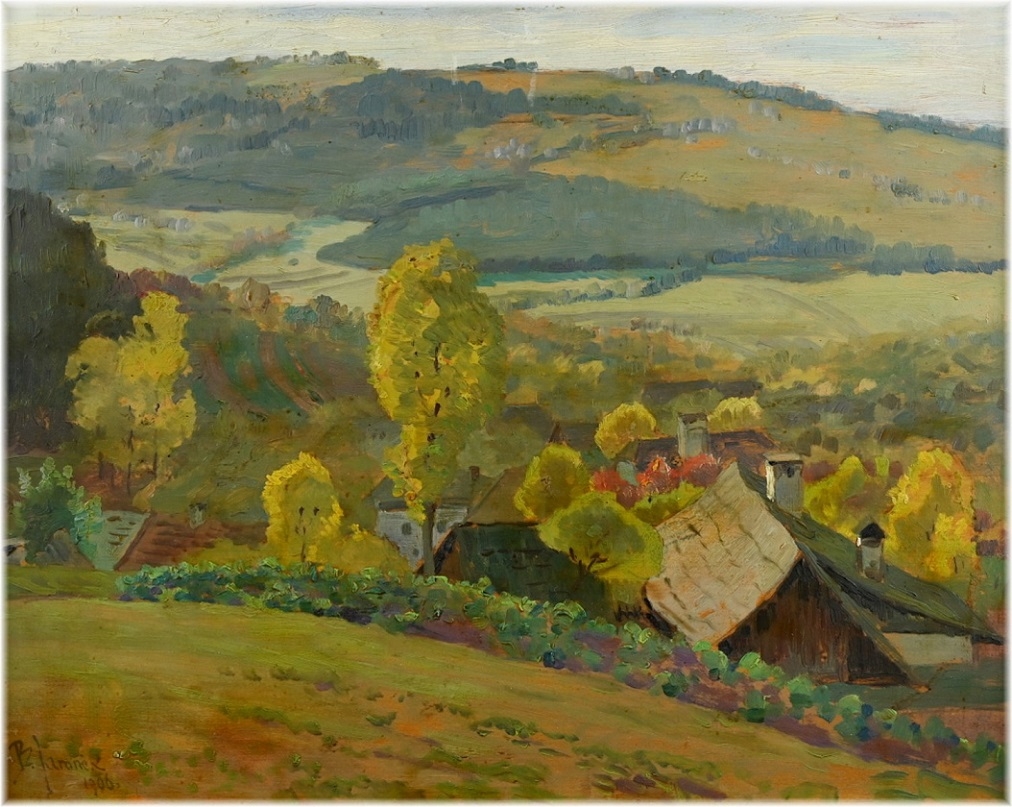
Bohumír Jaroněk Valašská krajina (olej, 1906)
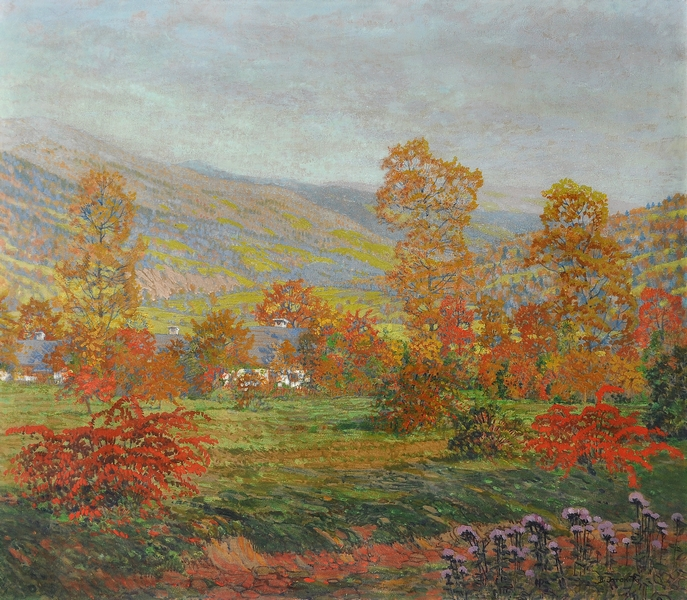
Bohumír Jaroněk Podzim na Valašsku (olej)
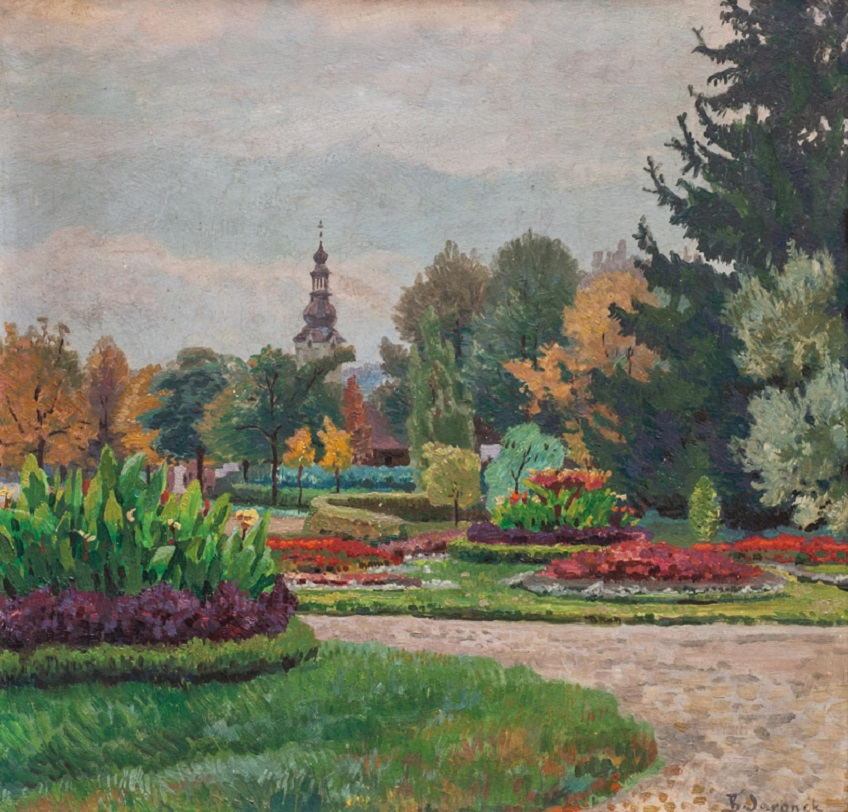
Bohumír Jaroněk Park v Rožné (olej)
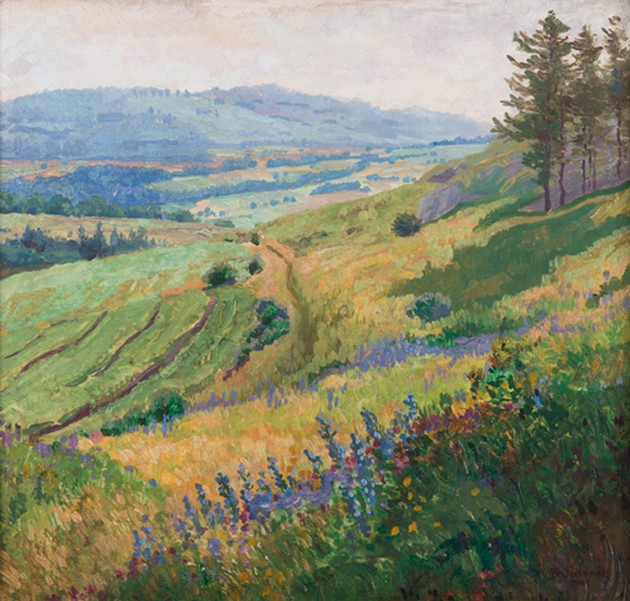
Bohumír Jaroněk Louka na okraji lesa (olej)